# Honduras i olympiska sommarspelen 2012
Honduras deltog i de olympiska sommarspelen 2012 som ägde rum i London i Storbritannien mellan den 27 juli och den 12 augusti 2012.

## Boxning
- Huvudartikel: Boxning vid olympiska sommarspelen 2012

Herrar
| Boxare        | Gren          | Sextondelsfinal      | Åttondelsfinal       | Kvartsfinal          | Semifinal            | Final                | Final            |
| Boxare        | Gren          | Motståndare Resultat | Motståndare Resultat | Motståndare Resultat | Motståndare Resultat | Motståndare Resultat | Placering        |
| ------------- | ------------- | -------------------- | -------------------- | -------------------- | -------------------- | -------------------- | ---------------- |
| Bayron Molina | Lätt flugvikt | Singh (IND) L RSC    | Gick inte vidare     | Gick inte vidare     | Gick inte vidare     | Gick inte vidare     | Gick inte vidare |

## Brottning
- Huvudartikel: Brottning vid olympiska sommarspelen 2012

Herrar, fristil
| Brottare        | Gren   | Kvalomgång           | Åttondelsfinal       | Kvartsfinal          | Semifinal            | Återkval 1           | Återkval 2           | Final / Brons        | Final / Brons |
| Brottare        | Gren   | Motståndare Resultat | Motståndare Resultat | Motståndare Resultat | Motståndare Resultat | Motståndare Resultat | Motståndare Resultat | Motståndare Resultat | Placering     |
| --------------- | ------ | -------------------- | -------------------- | -------------------- | -------------------- | -------------------- | -------------------- | -------------------- | ------------- |
| Brandon Escobar | -55 kg | BYE                  | Jaburjan (ARM) L 1–3 | Gick inte vidare     | Gick inte vidare     | Gick inte vidare     | Gick inte vidare     | Gick inte vidare     | 12            |

## Fotboll
- Huvudartikel: Fotboll vid olympiska sommarspelen 2012

Herrar
Tränare:  Luis Suárez
| Nr | Pos. | Namn             | Födelsedatum (ålder)     | Matcher | Mål |          | Klubb                  |
| -- | ---- | ---------------- | ------------------------ | ------- | --- | -------- | ---------------------- |
| 1  | MV   | José Mendoza     | 21 juli 1989 (23 år)     | 6       | 0   | Honduras | Platense               |
| 2  | F    | Wilmer Crisanto  | 24 juni 1989 (23 år)     | 5       | 0   | Honduras | Victoria               |
| 3  | F    | Maynor Figueroa* | 2 maj 1983 (29 år)       | 8       | 0   | England  | Wigan Athletic FC      |
| 4  | F    | Hilder Colón     | 6 april 1989 (23 år)     | 6       | 0   | Honduras | Real España            |
| 5  | F    | José Velásquez   | 8 december 1989 (22 år)  | 1       | 0   | Honduras | Victoria               |
| 6  | MF   | Arnold Peralta   | 29 mars 1989 (23 år)     | 6       | 0   | Honduras | Vida                   |
| 7  | MF   | Mario Martínez   | 30 juli 1989 (22 år)     | 7       | 2   | Honduras | Real España            |
| 8  | MF   | Alfredo Mejía    | 3 april 1990 (22 år)     | 6       | 0   | Honduras | Motagua                |
| 9  | A    | Anthony Lozano   | 25 april 1993 (19 år)    | 4       | 2   | Spanien  | Valencia B             |
| 10 | MF   | Alexander López  | 5 juni 1992 (20 år)      | 6       | 1   | Honduras | Olimpia                |
| 11 | A    | Jerry Bengtson*  | 8 april 1987 (25 år)     | 0       | 0   | USA      | New England Revolution |
| 12 | F    | Orlin Peralta    | 12 februari 1990 (22 år) | 6       | 0   | Honduras | Vida                   |
| 13 | A    | Eddie Hernández  | 27 februari 1991 (21 år) | 6       | 3   | Honduras | Platense               |
| 14 | MF   | Andy Najar       | 16 mars 1993 (19 år)     | 4       | 0   | USA      | D.C. United            |
| 15 | MF   | Roger Espinoza*  | 25 oktober 1986 (25 år)  | 0       | 0   | USA      | Sporting Kansas City   |
| 16 | F    | Johnny Leverón   | 7 februari 1990 (22 år)  | 7       | 1   | Honduras | Motagua                |
| 17 | MF   | Luis Garrido     | 5 november 1990 (21 år)  | 4       | 0   | Honduras | Olimpia                |
| 18 | MV   | Francisco Reyes  | 7 februari 1990 (22 år)  | 0       | 0   | Honduras | Olimpia                |

Gruppspel
| Nr | Lag      | S | V | O | F | GM | IM | MS | P |
| -- | -------- | - | - | - | - | -- | -- | -- | - |
| 1  | Japan    | 3 | 2 | 1 | 0 | 2  | 0  | +2 | 7 |
| 2  | Honduras | 3 | 1 | 2 | 0 | 3  | 2  | +1 | 5 |
| 3  | Marocko  | 3 | 0 | 2 | 1 | 2  | 3  | −1 | 2 |
| 4  | Spanien  | 3 | 0 | 1 | 2 | 0  | 2  | −2 | 1 |

| 3 | 26 juli, 14:45 | Honduras U23 | 2 – 2 | Marocko U23 | Hampden Park, Glasgow |  |
|   |                |              |       |             |                       |  |
|   |                |              |       |             |                       |  |
|   |                |              |       |             |                       |  |

| 12 | 29 juli, 19:45 | Spanien U23 | 0 – 1 | Honduras U23 | St James' Park, Newcastle |  |
|    |                |             |       |              |                           |  |
|    |                |             |       |              |                           |  |
|    |                |             |       |              |                           |  |

| 19 | 1 augusti, 17:00 | Japan U23 | 0 – 0 | Honduras U23 | City of Coventry Stadium |  |
|    |                  |           |       |              |                          |  |
|    |                  |           |       |              |                          |  |
|    |                  |           |       |              |                          |  |

Utslagsspel
| 27 | 4 augusti, 17:00 | Brasilien U23 | 3 – 2 | Honduras U23 | St James' Park, Newcastle |  |
|    |                  |               |       |              |                           |  |
|    |                  |               |       |              |                           |  |
|    |                  |               |       |              |                           |  |

## Friidrott
- Huvudartikel: Friidrott vid olympiska sommarspelen 2012

Förkortningar
- Notera – Placeringar gäller endast den tävlandes eget heat
- Q = Kvalificerade sig till nästa omgång via placering
- q = Kvalificerade sig på tid eller, i fältgrenarna, på placering utan att ha nått kvalgränsen
- NR = Nationellt rekord
- N/A = Omgången inte möjlig i grenen
- Bye = Idrottaren behövde inte delta i omgången

Herrar
Bana och väg
| Idrottare      | Gren       | Heat     | Heat      | Semifinal        | Semifinal        | Final            | Final            |
| Idrottare      | Gren       | Resultat | Placering | Resultat         | Placering        | Resultat         | Placering        |
| -------------- | ---------- | -------- | --------- | ---------------- | ---------------- | ---------------- | ---------------- |
| Ronald Bennett | 110 m häck | 14.45    | 9         | Gick inte vidare | Gick inte vidare | Gick inte vidare | Gick inte vidare |

Damer
Bana och väg
| Idrottare       | Gren       | Heat     | Heat      | Semifinal        | Semifinal        | Final            | Final            |
| Idrottare       | Gren       | Resultat | Placering | Resultat         | Placering        | Resultat         | Placering        |
| --------------- | ---------- | -------- | --------- | ---------------- | ---------------- | ---------------- | ---------------- |
| Jeimy Bernárdez | 100 m häck | 14.36    | 8         | Gick inte vidare | Gick inte vidare | Gick inte vidare | Gick inte vidare |

## Judo
Herrar
| Idrottare   | Gren                    | 32-delsfinal               | Sextondelsfinal      | Åttondelsfinal       | Kvartsfinal          | Semifinal            | Återkval             | Bronsmatch           | Final                | Final            |
| Idrottare   | Gren                    | Motståndare Resultat       | Motståndare Resultat | Motståndare Resultat | Motståndare Resultat | Motståndare Resultat | Motståndare Resultat | Motståndare Resultat | Motståndare Resultat | Placering        |
| ----------- | ----------------------- | -------------------------- | -------------------- | -------------------- | -------------------- | -------------------- | -------------------- | -------------------- | -------------------- | ---------------- |
| Kenny Godoy | Extra lättvikt (-60 kg) | Gourouza (NIG) L 0000–0100 | Gick inte vidare     | Gick inte vidare     | Gick inte vidare     | Gick inte vidare     | Gick inte vidare     | Gick inte vidare     | Gick inte vidare     | Gick inte vidare |